# Zielonki (gmina)
Pour les articles homonymes, voir Zielonki.
Zielonki est une gmina rurale du powiat de Cracovie, Petite-Pologne, dans le sud de la Pologne. Son siège est le village de Zielonki, qui se situe environ 7 km au nord de la capitale régionale Cracovie.
La gmina couvre une superficie de 48,4 km2 pour une population de 15 740 habitants.

## Géographie
La gmina inclut les villages de Batowice, Bibice, Boleń, Bosutów, Brzozówka, Dziekanowice, Garlica Duchowna, Garlica Murowana, Garliczka, Grębynice, Januszowice, Korzkiew, Osiedle Łokietka, Owczary, Pękowice, Przybysławice, Trojanowice, Węgrzce, Wola Zachariaszowska et Zielonki.
La gmina borde la ville de Cracovie et les gminy de Iwanowice, Michałowice, Skała et Wielka Wieś.